# Orkla bro
Orkla bro är en 84 meter lång stenvalvbro på Dovrebanan efter 452,27 km.. Bron korsar älven Orkla söder om Ulvsberg i Rennebu kommun i Trøndelag (mellan Berkåk och Oppdal) och är den längsta stenvalvbron i det norska järnvägsnätet. Bron byggdes i perioden från 1911 till 1916 och öppnades 1921. Huvudspannet är på 60 meter, det längsta för en stenvalvsbro i Norge.

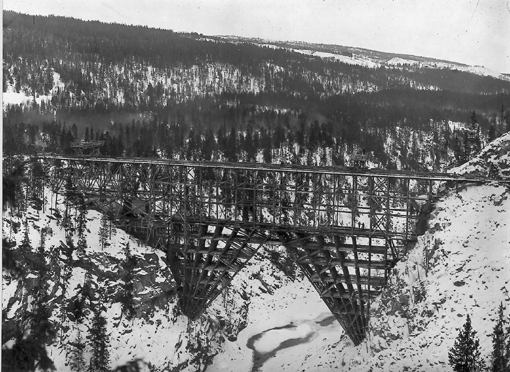
Orkla bro, arbete med byggnadsställningar
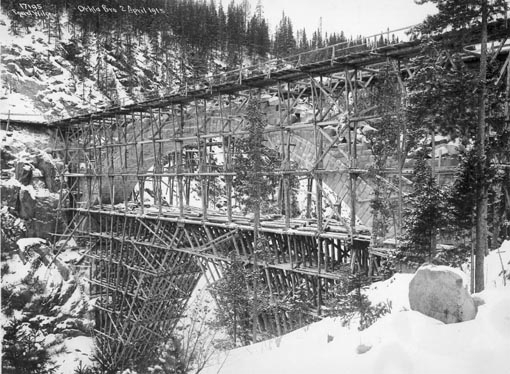
Orkla bro, murning pågår
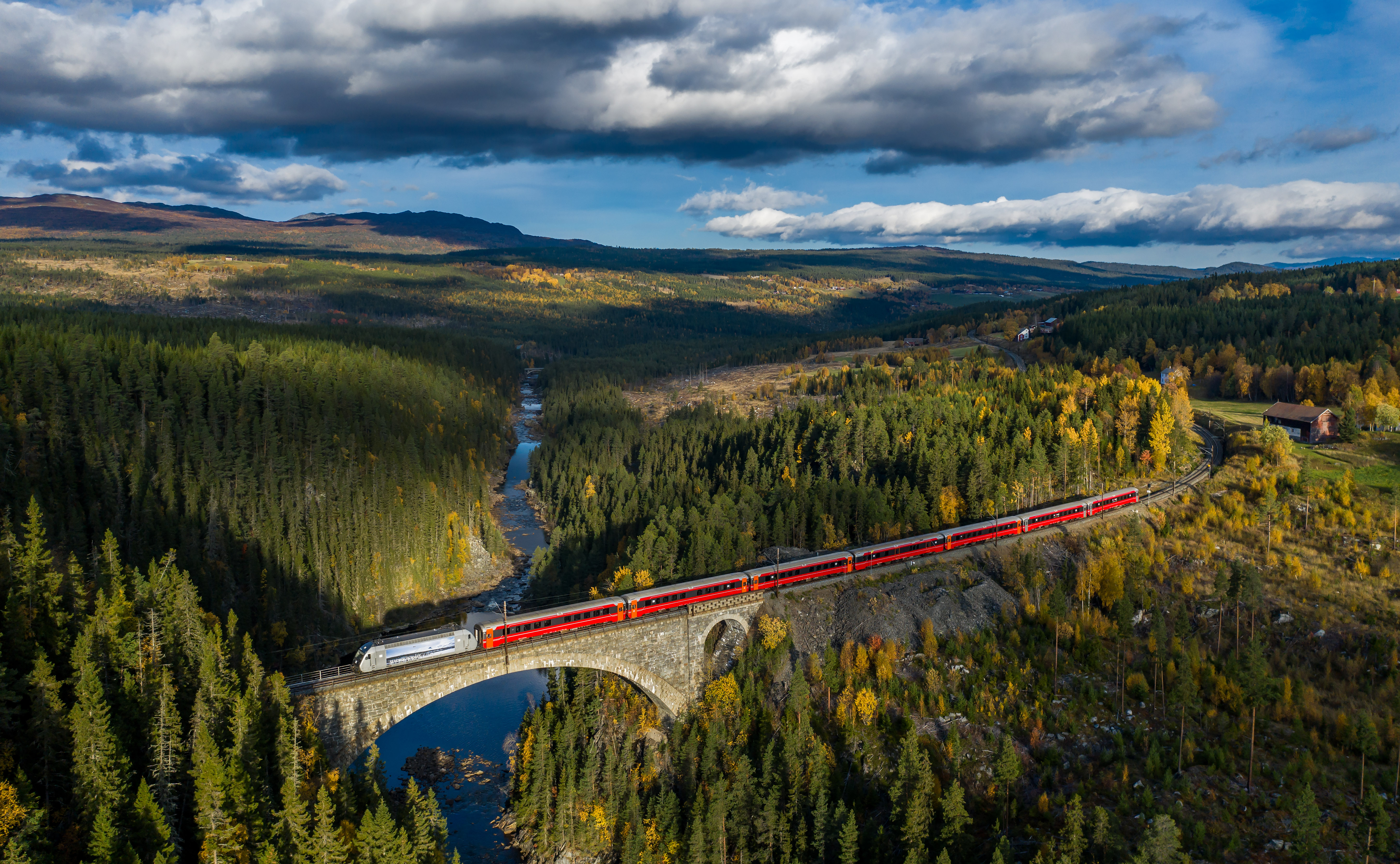